# Adriana Mezzadri
Adriana Mezzadri é uma cantora e compositora peruana, nascida em Lima, com marcadas influências italianas e espanholas, é uma mistura de etnias, melodias e de culturas, também presentes em suas músicas. Em 2001, ficou famosa internacionalmente através da canção "Marcas de Ayer" (castelhano) na novela brasileira O Clone, exibida em diversos países do mundo.
Filha de pai brasileiro e mãe peruana nasceu no Peru, porém na infância, mudou-se para São Paulo, Brasil, com seus pais. Com apenas seis anos recebeu aulas de violão e piano e compôs sua primeira canção em parceria com a mãe. Aos doze anos, já era autora de melodias e letras. Voltou a morar no Peru com sua família durante sete anos, participando de operetas e eventos religiosos. Adriana já começava a distinguir o seu talento, sua voz e interpretação.
Somente ao retornar a São Paulo é que sua carreira musical começou a ganhar impulso, onde fez parte de grupos de música pop e competiu em vários festivais, ganhando vários prêmios.
Destacou-se como solista nos musicais: “Noturno” e “A dança dos signos”, ambos de Oswaldo Montenegro e “Raul fora da lei”, de Roberto Bomtempo.Participou como cantora e compositora no álbum de música sacra “Unio Mystica”, produzido por Corciolli e incluindo algumas músicas de sua autoria. Fez coros para discos e shows do notável artista Jorge Bem Jor, viajando pelo Brasil inteiro, Europa e Estados Unidos.Realizou a abertura de shows do cantor mexicano Armando Manzanero e da cantora peruana Tania Libertad.
A versatilidade de Adriana é apreciada nos diferentes gêneros musicais que cultiva durante toda a sua carreira, explorando o lírico, melodias folclóricas latinas, rock e country, conservando sempre o seu estilo romântico.
O produtor musical brasileiro Luiz Carlos Maluly apresentou Adriana a K. C. Porter, renomado produtor de Carlos Santana e Michael Jackson, entre outros. Juntos, produziram o primeiro disco dela: “Marcas de Ayer”. Este trabalho trouxe toda a força de sua multiculturalidade, mesclando sons tão contemporâneos como o de um violino elétrico a primitivos, como a flauta indígena, fazendo de Adriana Mezzadri uma artista pura e intensa.

## Marcas de Ayer
“Marcas de Ayer” é uma das mais profundas canções de seu álbum que leva o mesmo nome e é tema romântico do personagem Leo, na novela “O Clone”, da escritora Glória Peres, que sob a direção de Jayme Monjardim, foi sucesso absoluto da TV Globo no Brasil, sendo exibido também nos Estados Unidos, Europa e América Latina, com altos índices de audiência.
As outras músicas de seu álbum apresentam variados gêneros: em “Estátua de Hielo” e “Atrapar”, nos dão melodias mais intensas, com marcada presença do rock. Por outro lado, “Por verte reír”, explora uma direção mais folclórica e termina com um estilo carnavalesco do Rio de Janeiro, muito envolvente. “Fruto de la inocencia” é etnicamente peruano. Já em “Te Tiengo Miedo”, nota-se elementos da costa do Peru como cajón e guitarra, porém com uma interpretação que se assemelha à da Andaluzia. Estes são alguns dos títulos desta excelente produção e deixam claro toda a mistura que faz de Adriana uma cantora mais que completa, original, pura e intensa.

## Outras participações
Após o sucesso em O Clone, Adriana participou da trilha sonora da minissérie “A Casa das Sete Mulheres”, interpretando três músicas do compositor mineiro Marcus Viana: o tema de abertura (A Saga dos Pampas), “Sete Vidas” e “Do Amor e da Guerra”. Também interpretou “Flauteando”, esta última dedicada a “quena”, flauta milenar andina, cujo som Adriana reproduz com a própria voz. Seu trabalho é novamente divulgado no Brasil, Estados Unidos e vários países da Europa e América Latina.
Também está na trilha sonora de “Olga”, filme de Jayme Monjardim,em que Adriana brilhou mais uma vez no tema principal: “Iluminar”, também de Marcus Viana e Vladimir Maiakovski, interpretado por ela em português e yiddish, dialeto judaico.